# Софија Тренчовска
Софија Тренчовска (Струмица, 9. октобар 1975) је македонски филолог, писац и културни активиста. Уредница је „Пројекта Растко - Македонија“, дигиталне библиотеке културе и традиције Македоније.

## Биографија
Основну и средњу школу завршила је у родном граду. Дипломирала је на Филолошком факултету „Блаже Конески“ Универзитета „Свети Кирил и Методиј“ у Скопљу, где похађа и постдипломске студије (магистерска теза „Митопоетиката во раните драми на Јордан Плевнеш“). По професији је дипломирани филолог за македонску и јужнословенске књижевности, са општом и компаративном књижевношћу. Тренутно је докторски кандидат.
Радила је као новинар у редакцији скопског дневног листа Вечер, где је писала чланке из области образовања, књижевности и филма, радећи и интервјуе са истакнутим личностима културе и уметности.
Учествовала је у припреми више књижевних публикација, а уредник је електронске библиотеке „Пројекат Растко - Македонија“ од оснивања 2007. године. Учествује на међународним стручно-научним скуповима и конференцијама. Пише и објављује чланке из области књижевности и уметности у више штампаних и електронских часописа у региону, укључујући: Премин, Акт, Медиантроп итд.
Преводи са енглеског, српског, хрватског и бугарског на македонски.

## Радови (избор)

### Ауторски текстови
- „Кичот како уметност“, Лоза, бр. 5, 1997, 9-10 стр.
- „Комичната маска на Бен Акиба“, Театарски гласник, бр. 47, 1999, 55-56 стр.
- „За филмскиот медиум“, Акт, бр. 24, 29. 10. 2007, 50-51 стр.
- „Виртуелен македонски хронотоп“, Акт, бр. 25/26, 28. 03. 2008, 53-54 стр.
- „Демонолошките битија во македонските волшебни приказни“, Акт, бр. 33/34, 31. 07. 2009, 52-64 стр.
- „Мотивот на чудесното раѓање во македонските волшебни приказни“, Сум, бр. 64, 2009, 95-103 стр.
- „Ѕвездени мигови на свето место“, Премин, бр. 59/60, 2009, 58-59 стр.
- „Силјан штркот како психоаналитична приказна“, Акт, бр. 40/41, 08.04.2011, 58-64 стр.
- „Постмодерен распад на еден имагинарен систем“, Акт, бр. 46, 17.08.2012, 42-49 стр.

### Преводи
- Душан Ковачевиќ, „Лари Томпсон“, драма изведена во Народен театар - Штип, репертоарна сезона 2001/2002
- Радомир Константиновиќ, „Бекет, пријателот“, Акт, бр. 30, 26.12.2008, 53-57 стр.
- Зоран Стефановиќ, „Ноќ пред враќање“, Акт, бр. 42, 26.08.2011, 40-43 стр.
- Боро Драшковиќ, Режисерски белешки, 2012.  978-608-4546-25-2
- Зоран Стефановиќ, Словенски Орфеј, 2014.  978-608-4546-32-0

### Уредник, директор
- 2001 - Главни и одговорни уредник специјалног издања часописа Харман
- 2007 - Директор игране ТВ-серије за децу у шест епизода „Мартин од скалите“
- 2007- до сада - Уредник Пројекта Растко - Македонија (уредила око 500 наслова од 200 аутора)
- Компакт диск 15 Роднокрајци – поезија и проза од 15 струмички автори, 11. 12. 2009.[4]  978-608-4546-00-9